# Tiwi jezik
Tiwi jezik (ISO 639-3: tiw), jezik plemena Tiwi s otoka Bathurst i Melville pred sjevernom obalom Australije, Sjeverni teritorij. Nema tečnih govornika (1 830; 1996 popis). 
Jezik čini samostalnu porodicu tiwian, i nije srodan više nijednom drugom australskom jeziku.

## Vanjske poveznice
- Ethnologue (14th)
- Ethnologue (15th)